# Jerzy Boczoń
Jerzy Zbigniew Boczoń (ur. 1958) – polski działacz społeczny i ekonomista, współzałożyciel Fundacji Regionalne Centrum Informacji i Wspomagania Organizacji Pozarządowych w Gdańsku.

## Życiorys
W 1982 ukończył studia ekonomiczne na Uniwersytecie Gdańskim. W latach 1984–1994 pracował jako asystent na tej uczelni, a w latach 1991–1995 jako nauczyciel w Policealnej Szkole Pracowników Służb Społecznych. Od początku lat 90. zaangażowany w działalność trzeciego sektora. Od 1993 udzielał się jako trener i ekspert z zakresu współpracy organizacji pozarządowych i administracji publicznej. Był konsultantem krajowych i międzynarodowych programów prowadzonych m.in. w ramach UNDP i Phare, a także przez polskie fundacje i jednostki samorządu terytorialnego.
W 1993 był wśród założycieli gdańskiej Fundacji Regionalne Centrum Informacji i Wspomagania Organizacji Pozarządowych. Został dyrektorem tej organizacji i członkiem jej zarządu. W 2001 powołany w skład komitetu sterującego strategią rozwoju województwa pomorskiego. W tym samym roku wszedł w skład rady Fundacji Rodzina Nadziei.
W wyborach samorządowych w 2002 bez powodzenia ubiegał się o mandat radnego sejmiku pomorskiego z listy koalicji POPiS jako kandydat Platformy Obywatelskiej. Od 2002 do 2008 pełnił funkcję przewodniczącego zarządu Sieci Wspierania Organizacji Pozarządowych SPLOT. W 2007 współtworzył działającą w formie spółki z ograniczoną odpowiedzialnością Bałtycką Agencję Rozwoju Regionalnego. W 2010 wszedł w skład rady Fundacji Edukacji Przedsiębiorczości Społecznej. W 2024 został członkiem komitetu założycielskiego Związku Pracodawców „Trzeci Sektor”.
Został redaktorem „Pomostu”, pisma Samopomocy Gdańsk. Jest autorem publikacji branżowych i współredaktorem książki Organizacje pozarządowe w społeczeństwie obywatelskim wydanej przez Interatr w 1996.

## Odznaczenia i wyróżnienia
W 2011, za wybitne zasługi w działalności na rzecz budowania społeczeństwa obywatelskiego, za osiągnięcia w podejmowanej z pożytkiem dla kraju pracy zawodowej i społecznej, został odznaczony przez prezydenta Bronisława Komorowskiego Krzyżem Oficerskim Orderu Odrodzenia Polski. Został także laureatem nagrody przyznanej przez Polską Fundację Dzieci i Młodzieży (2001).